# Tobias Schadewaldt
Tobias Schadewaldt (* 20. September 1984 in Wilhelmshaven) ist ein deutscher Segler in der 49er- und der Laser-Klasse.

## Leben
Tobias Schadewaldt begann als Kind mit dem Segeln in der Bootsklasse Optimist, wechselte im Alter von 13 Jahren in die Laser-Radial-Klasse, schließlich 2001 in die Laser-Standard-Klasse. 2004 legte er das Abitur ab und wurde am Olympiastützpunkt in Kiel Mitglied der Sportfördergruppe der Bundeswehr. Daneben studierte Schadewaldt bis 2008 Betriebswirtschaftslehre für Spitzensportler an der Universität Oldenburg, anschließend Master of Business Administration an der Universität Lüneburg.

## Seglerische Erfolge
Erste Erfolge feierte Schadewaldt schon als Juniorsportler. 1999 und 2000 wurde er in der Jugendmeister Laser-Radial-Klasse, 2000 auch 14. der Jugend-Weltmeisterschaften in Çeşme. 2001 folgten der achte Platz bei der ISAF-Jugendweltmeisterschaft und der Gewinn der Silbermedaille bei der Jugendolympiade in Murcia. Im Jahr darauf gewann er in Halifax die Bronzemedaille bei der ISAF-Jugendweltmeisterschaft. 2003 gewann Schadewaldt den Titel in der Laser-Klasse bei den Junioren.
Seit 2002 startet Schadewaldt bei den Männern. Bei den Weltmeisterschaften in Cape Cod wurde er 65., ein Jahr später in Cádiz 64. 2004 wurde er Zweiter bei der Travemünder Woche und bei einem Europacup-Rennen in Lugano. Den zweiten Rang bei der Travemünder Woche wiederholte er auch 2005, zudem wurde er bei den Europameisterschaften in Cartagena 22., 2006 in Gdynia 12. In den Niederlanden gewann er zudem erstmals ein Europacup-Rennen. 2007 gewann Schadewaldt die Schweriner Seglertage und wurde 34. bei den Europameisterschaften in Hyères und 15. bei den Weltmeisterschaften in Cascais. Es folgten 2008 in Terrigal ein 21. Rang bei den Weltmeisterschaften und in Nieuwpoort mit Platz sechs erstmals eine Top-zehn-Platzierung. Trotz des Wechsels in die 49er-Klasse bestritt er zunächst weiter Rennen in der Laser-Klasse. Bei den Weltmeisterschaften 2009 in Nova Scotia wurde er 29. Die letzten internationalen Laser-Rennen bestritt Schadewaldt 2010. Bei der Travemünder Woche wurde er zum dritten Mal Zweiter, bei den Weltmeisterschaften vor Hayling Island verpasste er als Elfter seine erste Top-zehn-Platzierung, schaffte aber dennoch seine beste WM-Platzierung.
2008 wechselte Schadewaldt in die 49er-Klasse und bildete nun mit Hannes Baumann ein Team. Seit 2009 bestreitet das Duo internationale Rennen. Bei den Weltmeisterschaften auf dem Gardasee wurden sie 27., bei den Europameisterschaften in Zadar 29. 2010 schafften sie ihren Durchbruch. Sie gewannen die Rennen auf der Kieler und der Travemünder Woche, wurden Siebte der Pre Olympics und erreichten erstmals die Spitzenposition der deutschen Rangliste. Bei den Weltmeisterschaften in Freeport konnten sie die guten Resultate als 36. nicht verteidigen und wurden zudem bei den Europameisterschaften in Sopot 16. Bei einem Weltcuprennen auf Mallorca wurden sie Neunte. Bemerkenswerter als das Ergebnis war ein Unfall mit dem Boot. Beim Kentern verhakte sich Schadewaldt unter Wasser und wurde von Baumann mit Mund-zu-Mund-Beatmung gerettet.
2011 gewann das Team erneut die Kieler und die Travemünder Woche und waren wieder erste der deutschen Rangliste. Gute Resultate erreichten sie auch bei den internationalen Meisterschaften: bei den Weltmeisterschaften in Helsinki wurden sie 13., bei den Europameisterschaften in Perth 12. Damit qualifizierten sie sich für die Olympischen Sommerspiele 2012 in London. Vor den Spielen gewannen Schadewaldt/Baumann erneut die Kieler Woche, wurden Dritte beim Weltcup in Mallorca sowie in der Weltcup-Gesamtwertung und der Weltrangliste. Bei den Weltmeisterschaften in Zadar verpassten sie als Elfte knapp die Top-zehn-Ränge. Diese Platzierung erreichten sie auch bei den Olympischen Spielen.
2013 trennte sich das Team, Schadewaldt ging wieder in die Laser-Klasse zurück.
National gewann Schadewaldt 1999 den Meistertitel in der Laser-Radial-Klasse, 2002, 2008 und 2009 Meister sowie 2005 Vizemeister in der Laser-Klasse, 2009 zudem in der Laser-SB3-Klasse. 2009 holte er mit Baumann in der 49er-Klasse seinen dritten deutschen Meistertitel des Jahres. 2007 gewann er die französische Laser-Meisterschaft, 2008 wurde er Niederländischer Meister in der 49er-Klasse. 2008 wurde Schadewaldt Militär-Europameister auf der Skippy 650.